# Le Blanc
Le Blanc es una comuna francesa, situada en el departamento de Indre en la región de Centro.

## Geografía
Le Blanc es una comuna ubicada en el medio del Parque natural regional de la Brenne en el Río Creuse. La Brenne, situada al oeste del departamento, es una extensión de 150.692 ha. llamada la región de los mil estanques, siendo la más importante del país, con cerca de 1500. 

## Administración
| Período       | Identidad            | Partido | Autoridad        |  |
| ------------- | -------------------- | ------- | ---------------- |  |
| 1983          | Jean-Paul Chanteguet | PS      | Alcalde          |  |
| 1989          | Jean-Paul Chanteguet | PS      | Diputado-Alcalde |  |
| 1995          | Jean-Paul Chanteguet | PS      | Diputado-Alcalde |  |
| marzo de 2001 | Jean-Paul Chanteguet | PS      | Diputado-Alcalde |  |

## Demografía
| 1962 | 1968 | 1975 | 1982 | 1990 | 1999 |
| ---- | ---- | ---- | ---- | ---- | ---- |
| 6402 | 6767 | 8024 | 7769 | 7361 | 6998 |

## Historia
En la frontera del Berry, el Poitou y de la Turena, Le Blanc debe probablemente su existencia a la presencia de un vado en el río Creuse. Su etimología no está clara, pero no parece tener ninguna relación con el color blanco, sino más bien se trataría de una evolución fonética. Con el tiempo pasó por llamarse Oblincum, Oblenc, Oublanc, Doublanc, Du Blanc y por fin, Le Blanc.
El curso del río Creuse, que dividía la ciudad hasta el final del Antiguo régimen , ha marcado toda la historia de la ciudad. Más reciente es la ville Basse (ciudad baja), al norte, que se ha formado en torno a la Iglesia de San Génitour, a lo largo de la vía romana. Esta dependía íntegramente de la provincia del Berry.
La ville Haute (ciudad alta), al sur, estaba repartida entre las provincias del Berry y del Poitou, hecho reflejado por la presencia de dos plazas fuertes opuestas : el castillo de los Naillac, berrichon, y el castillo del Donjon, poitevin, hoy desaparecido. Durante un largo periodo de tiempo la administración de esta ciudad fue particularmente compleja.
En la Edad Media, un puente comunicaba las dos ciudades, pero fue arrastrado por una crecida del Creuse en 1530. Durante trescientos años, el paso del río era posible sólo mediante una barca. El puente no fue reconstruido hasta el principio del XIX, esto supuso una gran obra civil que dio a Le Blanc su aspecto actual.

## Monumentos
- Emisora HWU cerca de Rosnay.

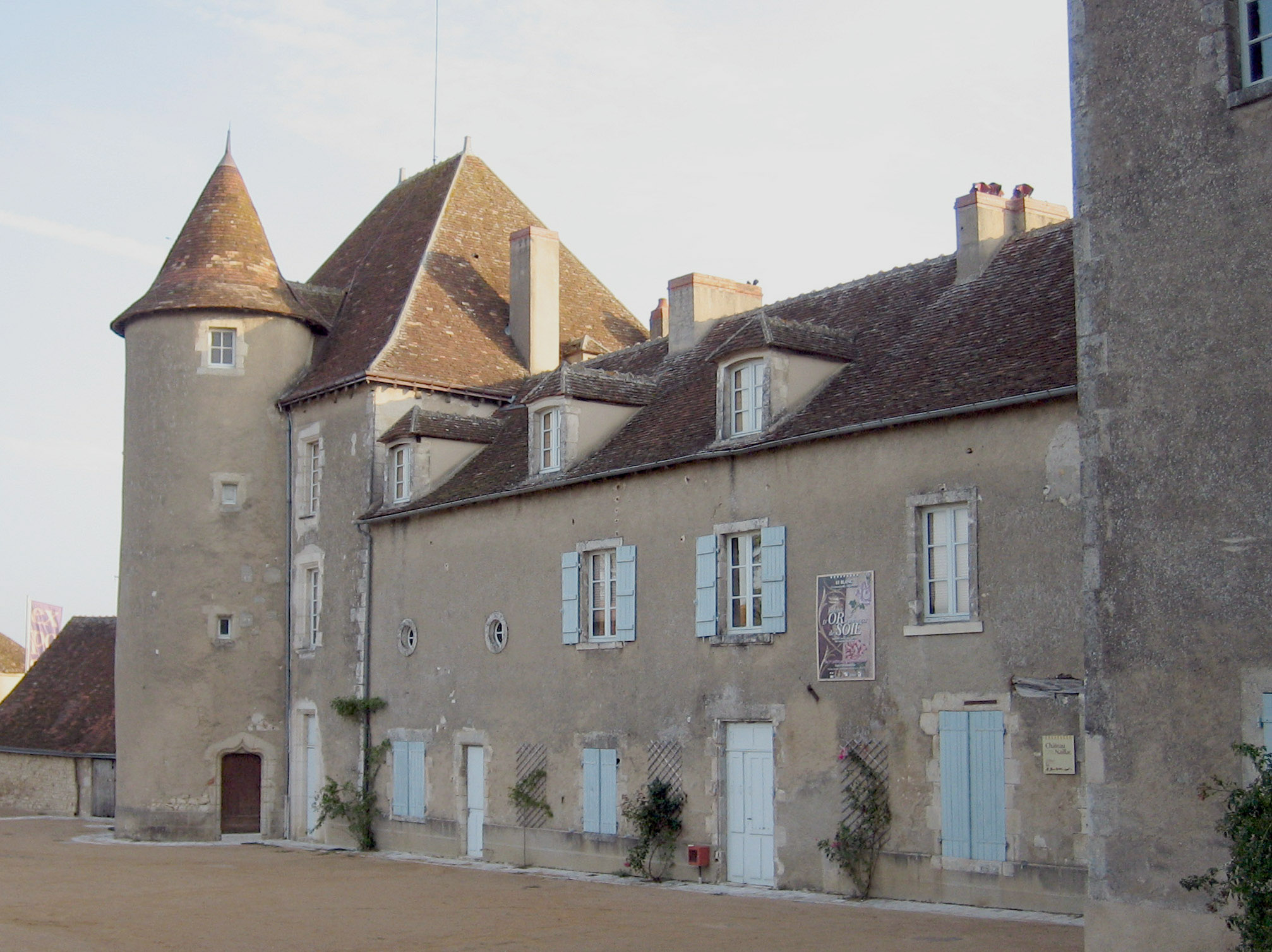
Castillo Naillac.

- Castillo Naillac. Sus dos torres datan del siglo XII y XIII.

## Personalidades nacidas en la comuna
- Jeanne-Elisabeth Bichier des Ages (Le Blanc, 5 de julio de 1773 - La Puye, 26 de agosto de 1838), fundadora de la Congregación de Hijas de la Cruz, religiosa, beatificada en 1938 y canonizada en 1949.
- Pierre Barjot (1899-1960), almirante francés, autor de numerosos libros y artículos sobre la aeronáutica naval.
- Bernard Le Coq, actor francés.